# Typologie lithique
En archéologie préhistorique, une typologie lithique est une liste de types d'objets de pierre taillée, le plus souvent des outils ou des outils présumés, présentant des attributs caractéristiques (morphologie, dimensions, techniques de fabrication, matériau, etc.). L'emploi des catégories descriptives standardisées définies dans des typologies (généralement dénommées « listes typologiques » en archéologie préhistorique) peuvent ensuite être analysées à l'aide de procédures statistiques. La typologie permet ainsi de comparer des ensembles d'industries lithiques associés à des couches archéologiques et, donc, de décrire leur évolution au cours du temps ou de différencier des ensembles contemporains correspondant à des traditions ou des activités distinctes.
En France, des archéologues tels que François Bordes, Georges Laplace, Denise de Sonneville-Bordes ou Jacques Tixier ont apporté des contributions importantes à la typologie lithique au cours de la seconde moitié du XXe siècle.

## Types d'outils

### Paléolithique inférieuretmoyen
- galet aménagé
- biface
- hachereau
- racloir

### Paléolithique supérieur
- Outils sur lamelles
  - lamelle Dufour : lamelle de 2 à 3 cm, à profil courbe, retouchée finement et marginalement sur une ou deux faces ; elle est caractéristique de l’Aurignacien.
  - lamelle solutréenne : lamelle marquée par sa rectitude très franche, longue et étroite ; elle est rare et caractérise certaines phases de Solutréen.

nucléus à lamelles
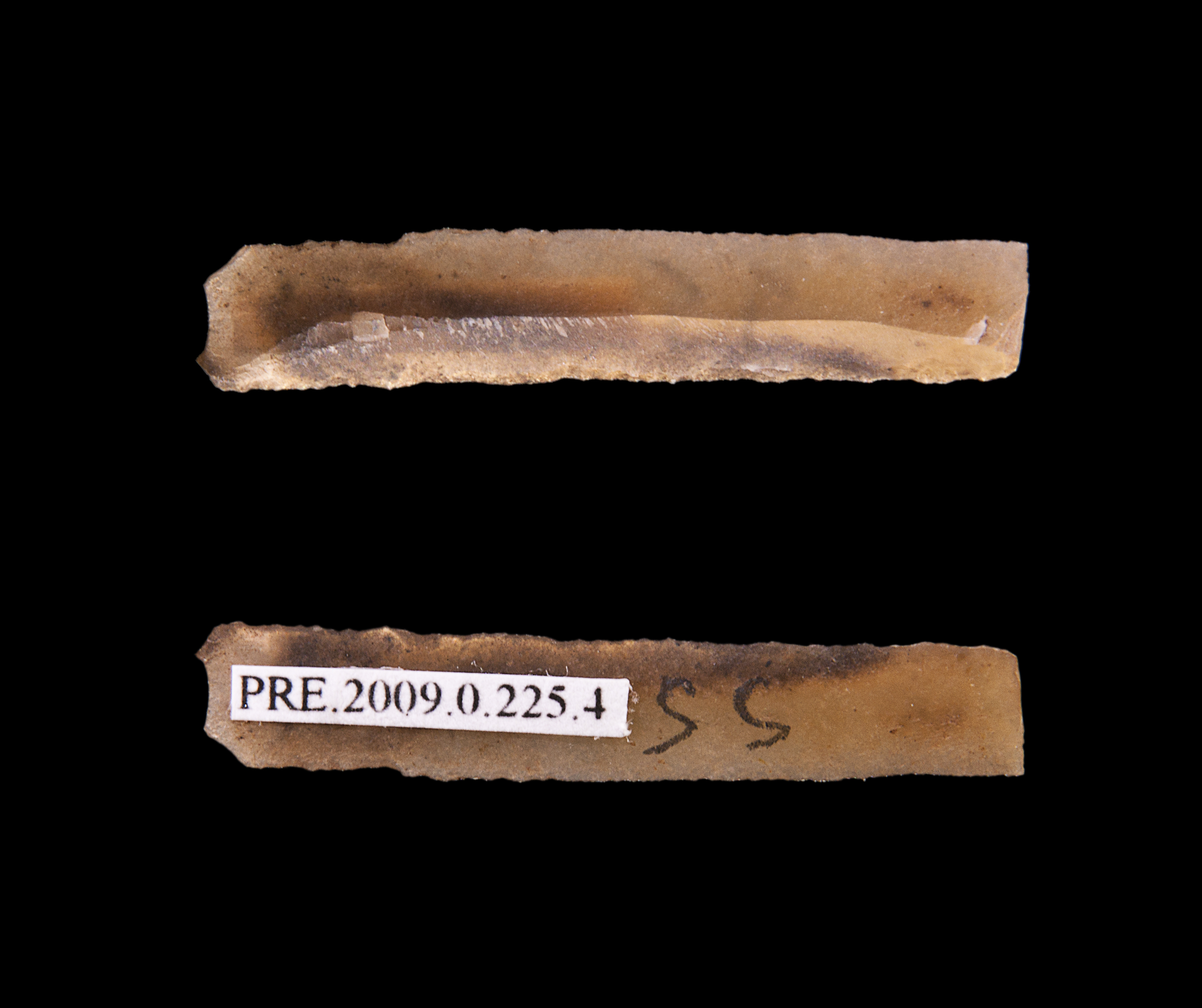
Lame à troncature
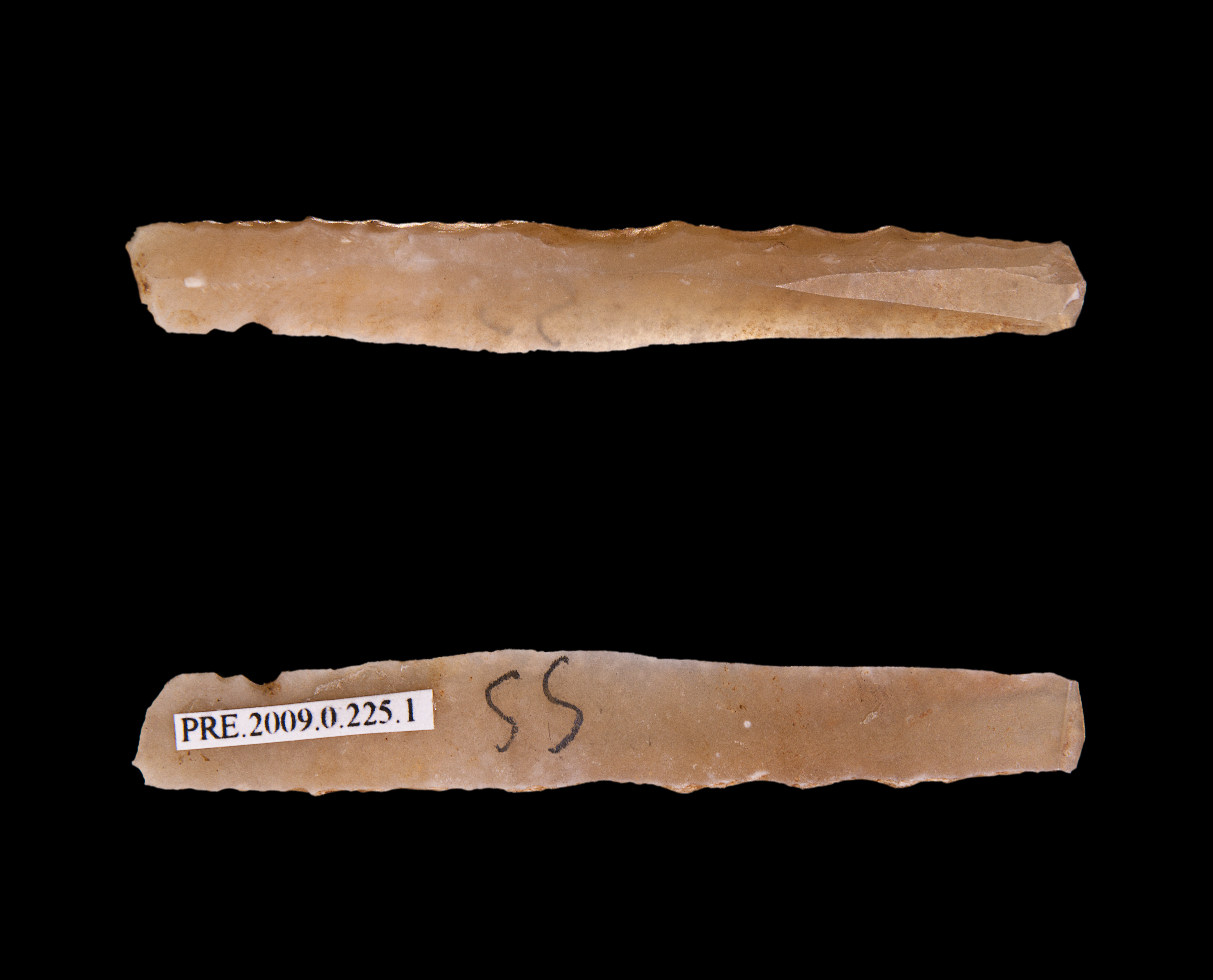
Lame à bords abattus
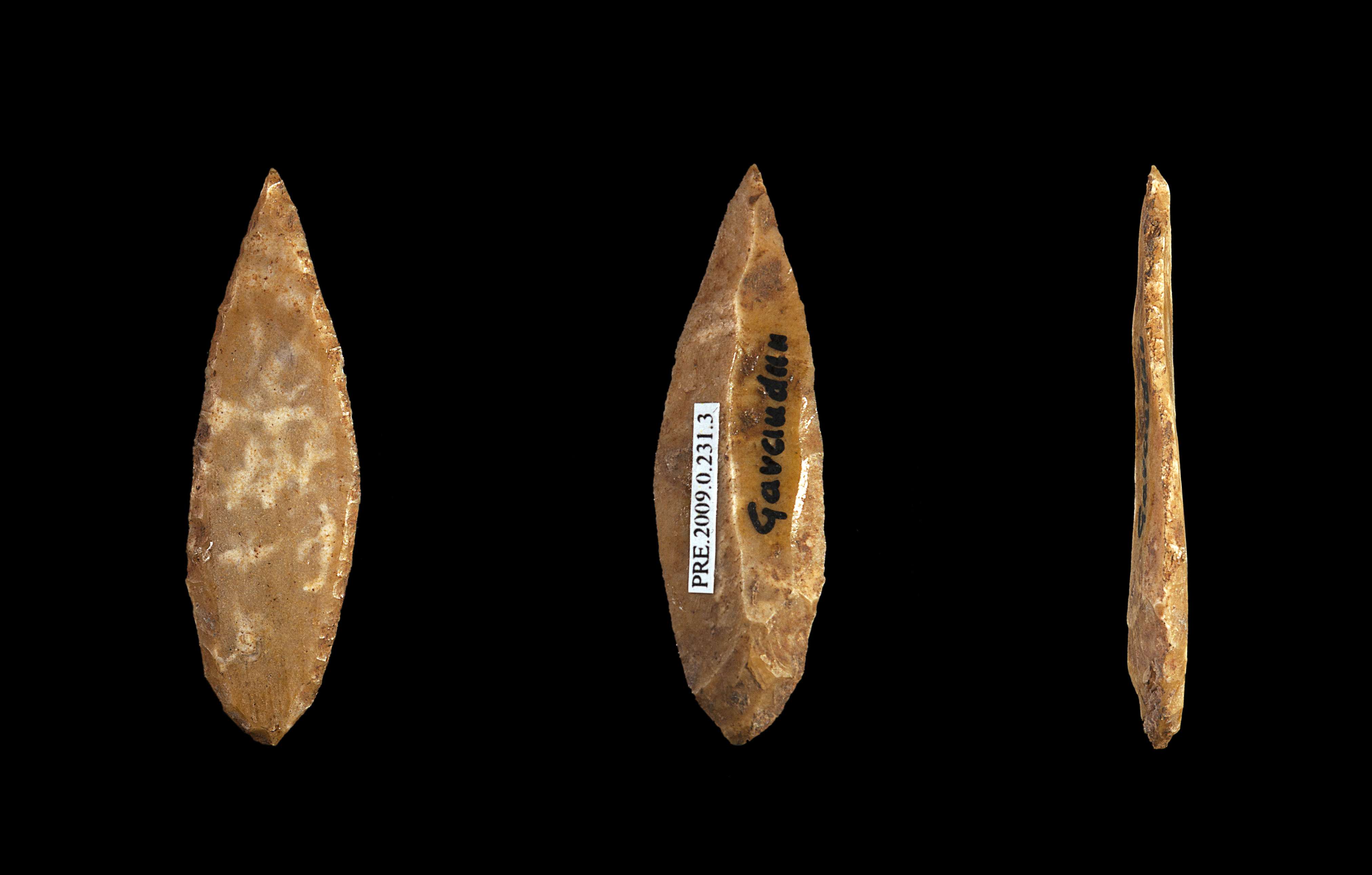
Fléchette

- Outils sur lames
  - grattoir
  - burin[5]
  - fléchette
  - pointe de la Gravette
  - pointe de Châtelperron
  - pointe à cran
  - pointe à dos courbe

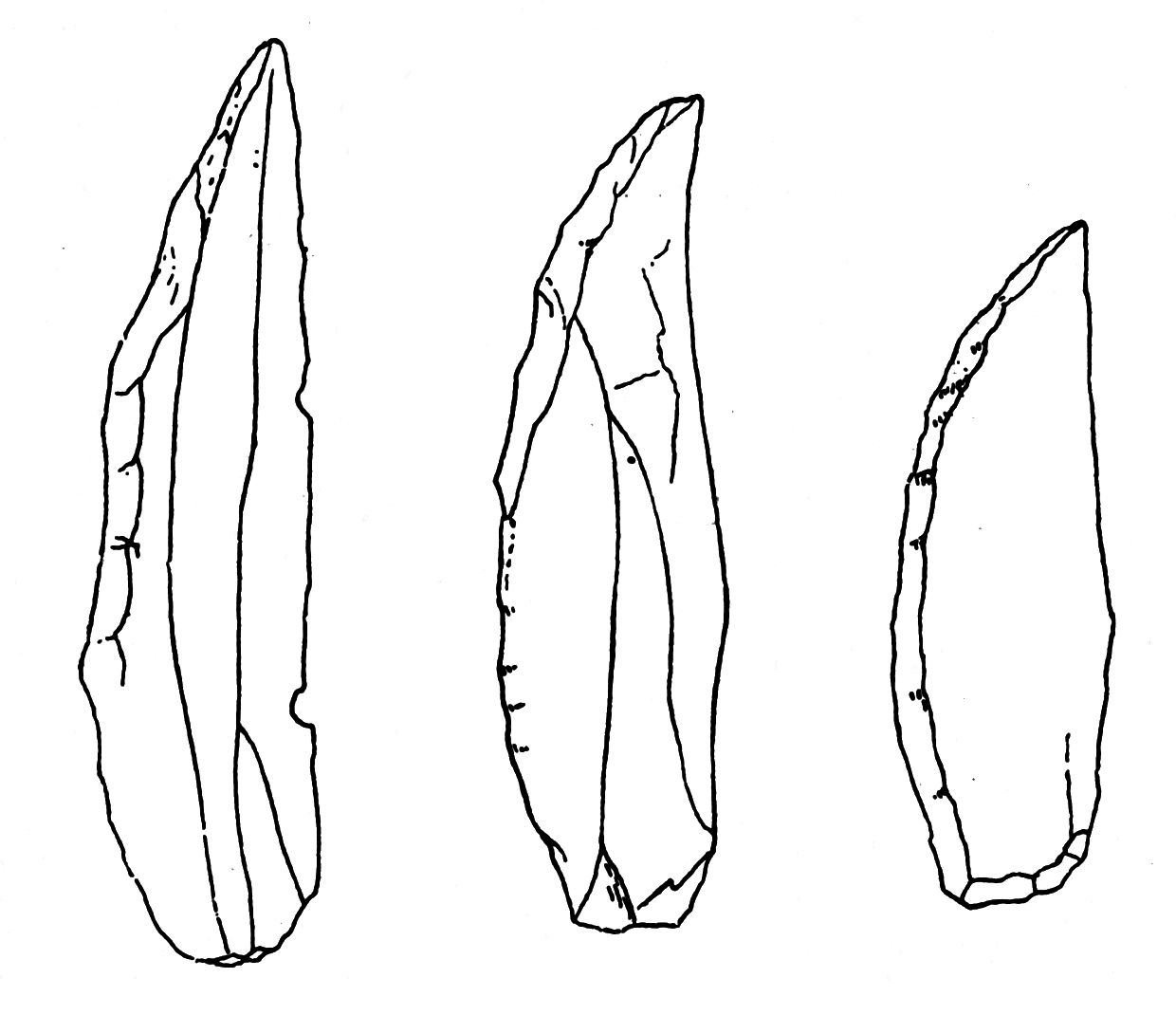
Pointe de Châtelperron
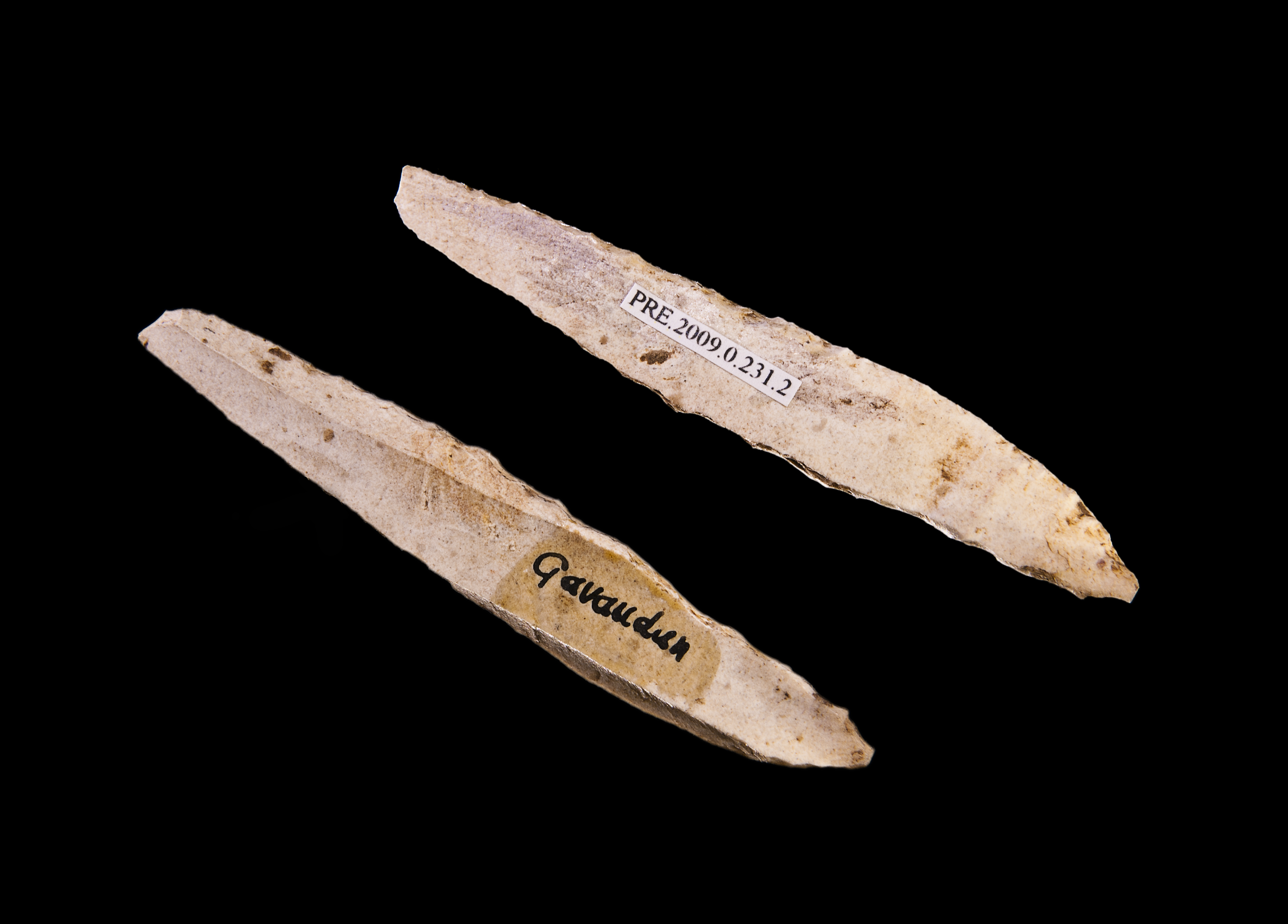
Pointe de la Gravette
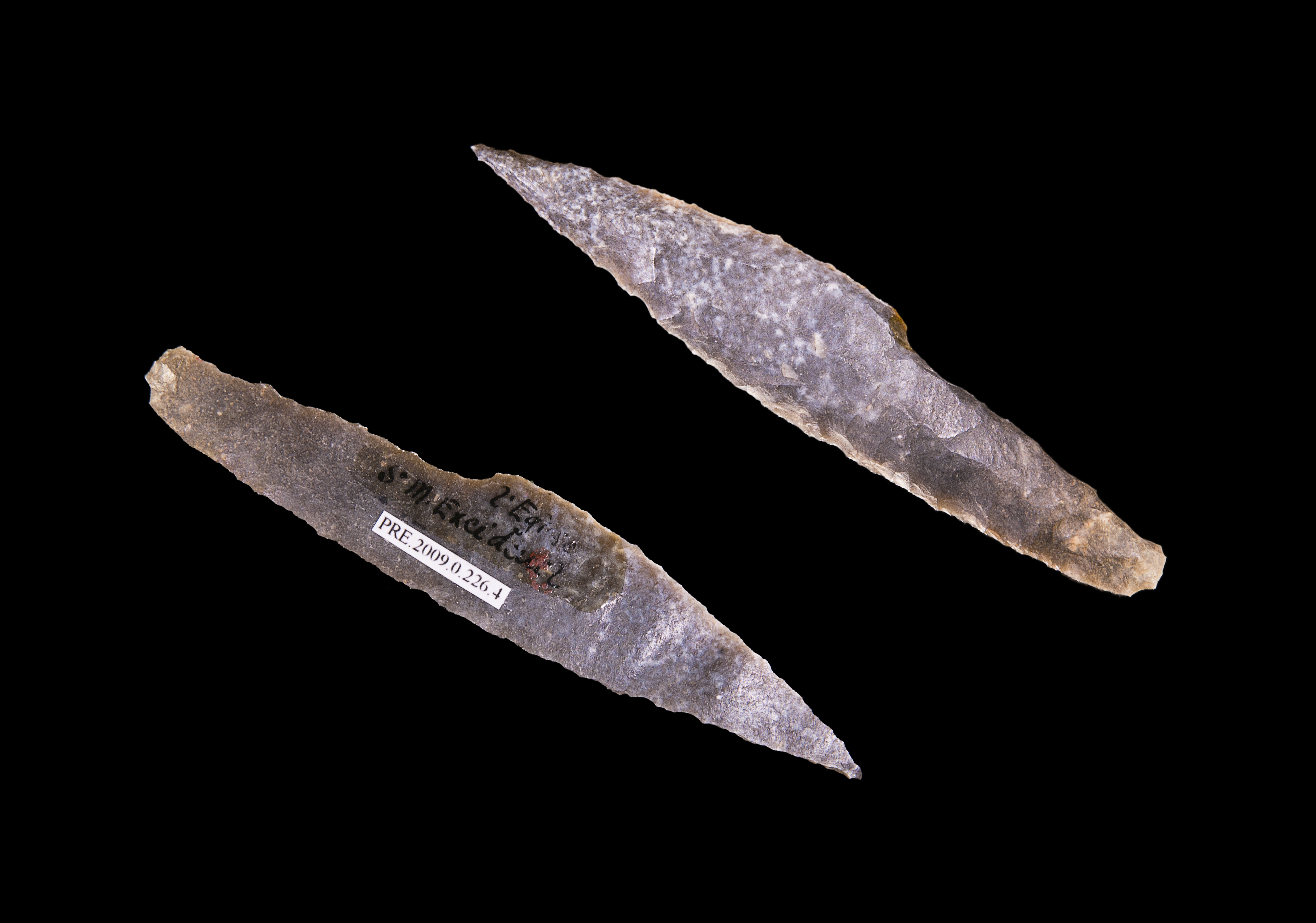
Pointe à cran
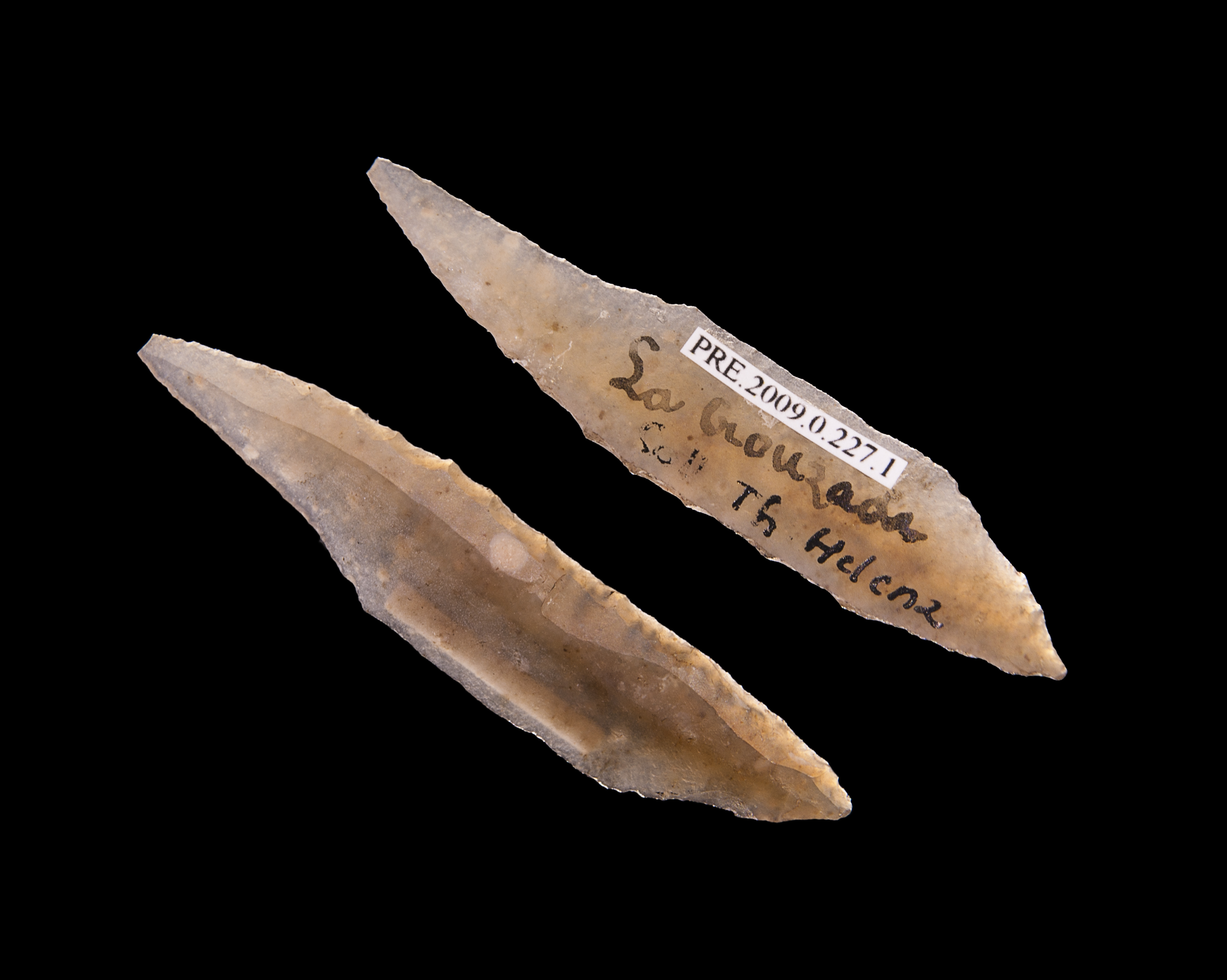
Pointe à dos courbe

- outils façonnés
  - feuille de laurier

### ÉpipaléolithiqueetMésolithique
- microlithes
  - lamelle d'Ouchtata : très proche de la lamelle solutréenne, sauf que la retouche n’est pas homogène, mais irrégulière. Elle caractérise certaines cultures de l'Épipaléolithique du Sahara, notamment l'Ibéromaurusien.
  - lamelle de Montbani : lamelle à retouche latérale partielle et irrégulière, caractéristique du Tardenoisien[6]
  - pointe azilienne
  - pointe ahrensbourgienne

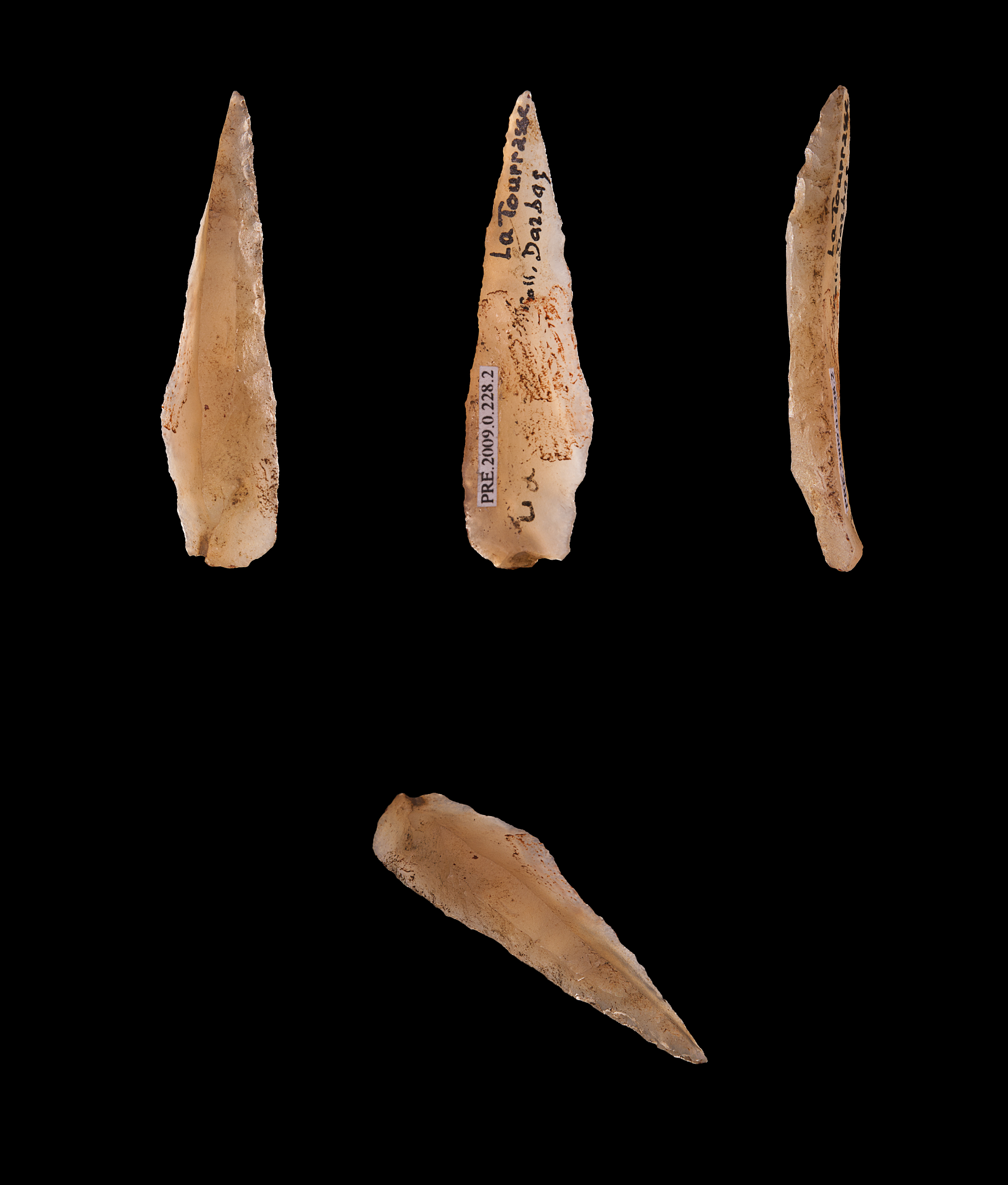
Pointe azilienne
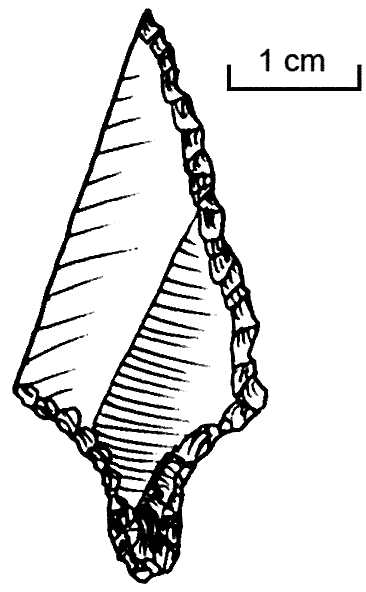
Pointe ahrensburgienne
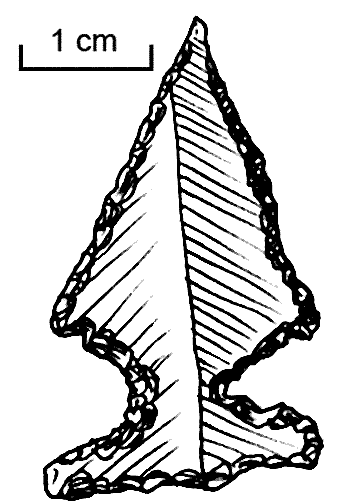
Pointe d'El-Khiam
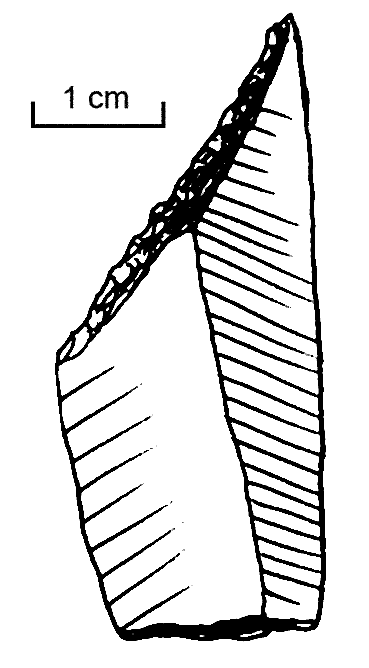
Pointe d'Adelaida